# Polonia en los Juegos Olímpicos de Barcelona 1992
Polonia estuvo representada en los Juegos Olímpicos de Barcelona 1992 por un total de 201 deportistas que compitieron en 21 deportes.  
El portador de la bandera en la ceremonia de apertura fue el yudoca Waldemar Legień.

## Medallistas
El equipo olímpico polaco obtuvo las siguientes medallas:
| Nombre                                                                            | Deporte            | Competición                     |
| --------------------------------------------------------------------------------- | ------------------ | ------------------------------- |
| Oro                                                                               |                    |                                 |
| Waldemar Legień                                                                   | Judo               | –86 kg M                        |
| Arkadiusz Skrzypaszek                                                             | Pentatlón moderno  | Individual M                    |
| Maciej Czyżowicz Dariusz Goździak Arkadiusz Skrzypaszek                           | Pentatlón moderno  | Equipo M                        |
| Plata                                                                             |                    |                                 |
| Equipo                                                                            | Fútbol             | Torneo M                        |
| Krzysztof Siemion                                                                 | Halterofilia       | 82,5 kg M                       |
| Józef Tracz                                                                       | Lucha grecorromana | 74 kg M                         |
| Piotr Stępień                                                                     | Lucha grecorromana | 82 kg M                         |
| Rafał Szukała                                                                     | Natación           | 100 m mariposa M                |
| Maciej Freimut Wojciech Kurpiewski                                                | Piragüismo         | K2 500 m M                      |
| Bronce                                                                            |                    |                                 |
| Artur Partyka                                                                     | Atletismo          | Salto de altura M               |
| Wojciech Bartnik                                                                  | Boxeo              | Semipesado (81 kg) M            |
| Piotr Kiełpikowski Adam Krzesiński Ryszard Sobczak Marian Sypniewski Cezary Siess | Esgrima            | Florete por eqs. M              |
| Sergiusz Wołczaniecki                                                             | Halterofilia       | 90 kg M                         |
| Waldemar Malak                                                                    | Halterofilia       | 100 kg M                        |
| Grzegorz Kotowicz Dariusz Białkowski                                              | Piragüismo         | K2 1000 m M                     |
| Izabela Dylewska                                                                  | Piragüismo         | K1 500 m F                      |
| Wojciech Jankowski Maciej Łasicki Jacek Streich Tomasz Tomiak Michał Cieślak (t)  | Remo               | Cuatro con timonel (M4+) M      |
| Kajetan Broniewski                                                                | Remo               | Scull ind. (M1x) M              |
| Małgorzata Książkiewicz                                                           | Tiro               | Rifle en tres posiciones 50 m F |